# Platyeutidium unistriatum
Platyeutidium unistriatum är en skalbaggsart som beskrevs av Dillon 1935. Platyeutidium unistriatum ingår i släktet Platyeutidium och familjen stumpbaggar. Inga underarter finns listade i Catalogue of Life.